# قطعنامه ۱۰۴۴ شورای امنیت
قطعنامه ۱۰۴۴ شورای امنیت سازمان ملل متحد که در تاریخ ۳۱ ژانویه ۱۹۹۶ تصویب شد، سندی بین‌المللی دربارهٔ نامه‌ای از اتیوپی به رئیس شورای امنیت در مورد سودان است. این قطعنامه طی نشست ۳۶۲۷ام با ۱۵ رای موافق، ۰ مخالف و ۰ ممتنع تصویب شد.